# Provinz A Coruña
Die spanische Provinz A Coruña gehört zur Autonomen Region Galicien und liegt im äußersten Nordwesten der Iberischen Halbinsel. Hauptstadt ist A Coruña (galicisch und offiziell; spanisch La Coruña), die namensgebende größte Stadt. Auch Santiago de Compostela, der Zielort des Jakobsweges, gehört als historisch und touristisch besonders bedeutende Stadt zu dieser Provinz.

## Geografie
Die Provinz A Coruña grenzt im Osten an die Provinz Lugo, im Süden an die Provinz Pontevedra (Grenze der Ullafluss) und im Norden und Westen an den Atlantischen Ozean. Sie nimmt eine Fläche von 7.950,42 km² ein. Die Provinz wird von einem weitverzweigten System nicht sehr hoher Gebirge (bis 800 m) durchzogen. Die zerrissene Küstenlinie reicht von den Rías Altas über die Costa da Morte bis zu den Rías Baixas. Sie ist geprägt von Felsküsten und tief ins Land hineinreichenden fjordähnlichen Buchten.
Auf exponierten Höhenzügen und an den Abhängen der Steilküste herrscht karge Heidevegetation vor. In geschützteren Lagen, soweit sie nicht landschaftlich genutzt werden, liegen ausgedehnte feuchte Wälder. Die Fragas do Eume entlang dem Tal des Río Eume sind ein Naturpark, der den atlantischen Feuchtwald in typischer Form erhalten soll.
Die vielen Küstenflüsse haben meist einen kurzen Lauf. Zu den bedeutendsten Flüssen gehören Río Tambre und Río Ulla im Süden der Provinz.

## Klima
Das Klima der Provinz wird vom Atlantik geprägt und ist entsprechend mild und feucht. Charakteristisch sind häufige Niederschläge, vor allem im Winter. Sowohl die Sommer als auch Winter sind ausgesprochen mild. Im Sommer liegt die Durchschnittstemperatur bei 20 °C, im Winter bei 10 °C.

## Bevölkerung
Die Provinz hatte 1.119.180 Einwohner zum 1. Januar 2022. Von diesen lebten 407.037 in den drei großen Städten der Provinz: A Coruña, Ferrol und Santiago de Compostela.

## Verwaltungsgliederung

### Comarcas

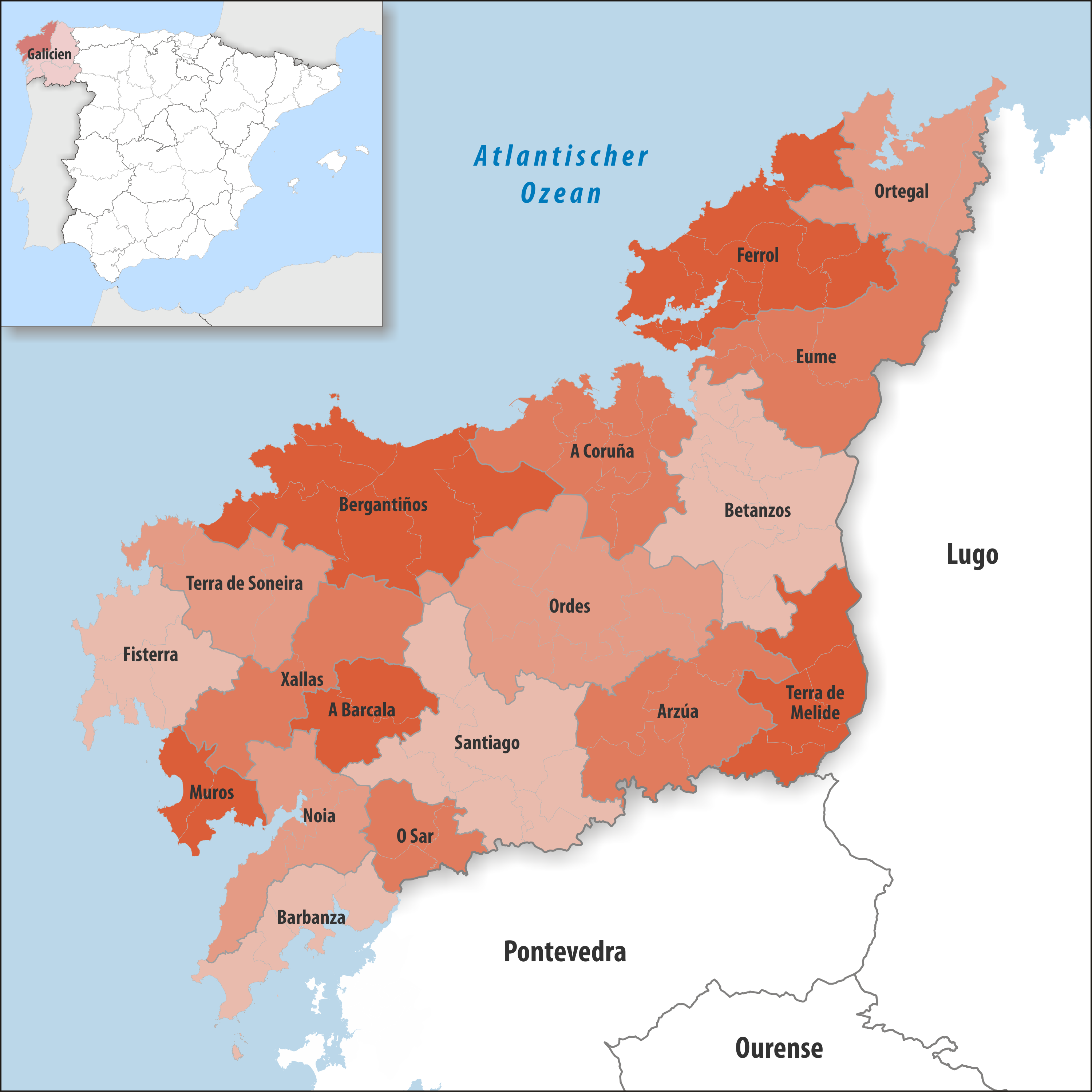
Comarcas in der Provinz A Coruña

| Comarca          | Gemeinden | Einwohner (2024) | Fläche km² | Dichte Einw./km² | Hauptort               |
| ---------------- | --------- | ---------------- | ---------- | ---------------- | ---------------------- |
| Arzúa            | 4         | 15.656           | 485,31     | 32               | Arzúa                  |
| Barbanza         | 4         | 66.061           | 246,71     | 268              | Ribeira                |
| A Barcala        | 2         | 10.252           | 213,29     | 48               | Negreira               |
| Bergantiños      | 7         | 66.544           | 743,52     | 89               | Carballo               |
| Betanzos         | 10        | 39.463           | 676,84     | 58               | Betanzos               |
| A Coruña         | 9         | 413.977          | 469,69     | 881              | A Coruña               |
| Eume             | 5         | 23.534           | 538,60     | 44               | Pontedeume             |
| Ferrol           | 11        | 150.658          | 623,44     | 242              | Ferrol                 |
| Fisterra         | 5         | 21.278           | 339,78     | 63               | Fisterra               |
| Muros            | 2         | 11.984           | 143,81     | 83               | Muros                  |
| Noia             | 4         | 32.304           | 325,18     | 99               | Noia                   |
| Ordes            | 7         | 36.320           | 755,57     | 48               | Ordes                  |
| Ortegal          | 4         | 11.336           | 392,16     | 29               | Ortigueira             |
| Santiago         | 7         | 172.466          | 688,85     | 250              | Santiago de Compostela |
| O Sar            | 3         | 15.271           | 177,25     | 86               | Padrón                 |
| Terra de Melide  | 4         | 12.011           | 367,26     | 33               | Melide                 |
| Terra de Soneira | 3         | 16.167           | 372,16     | 43               | Vimianzo               |
| Xallas           | 2         | 13.038           | 391,00     | 33               | Santa Comba            |
| Provinz A Coruña | 93        | 1.128.320        | 7.950,42   | 142              | A Coruña               |

### Gerichtsbezirke

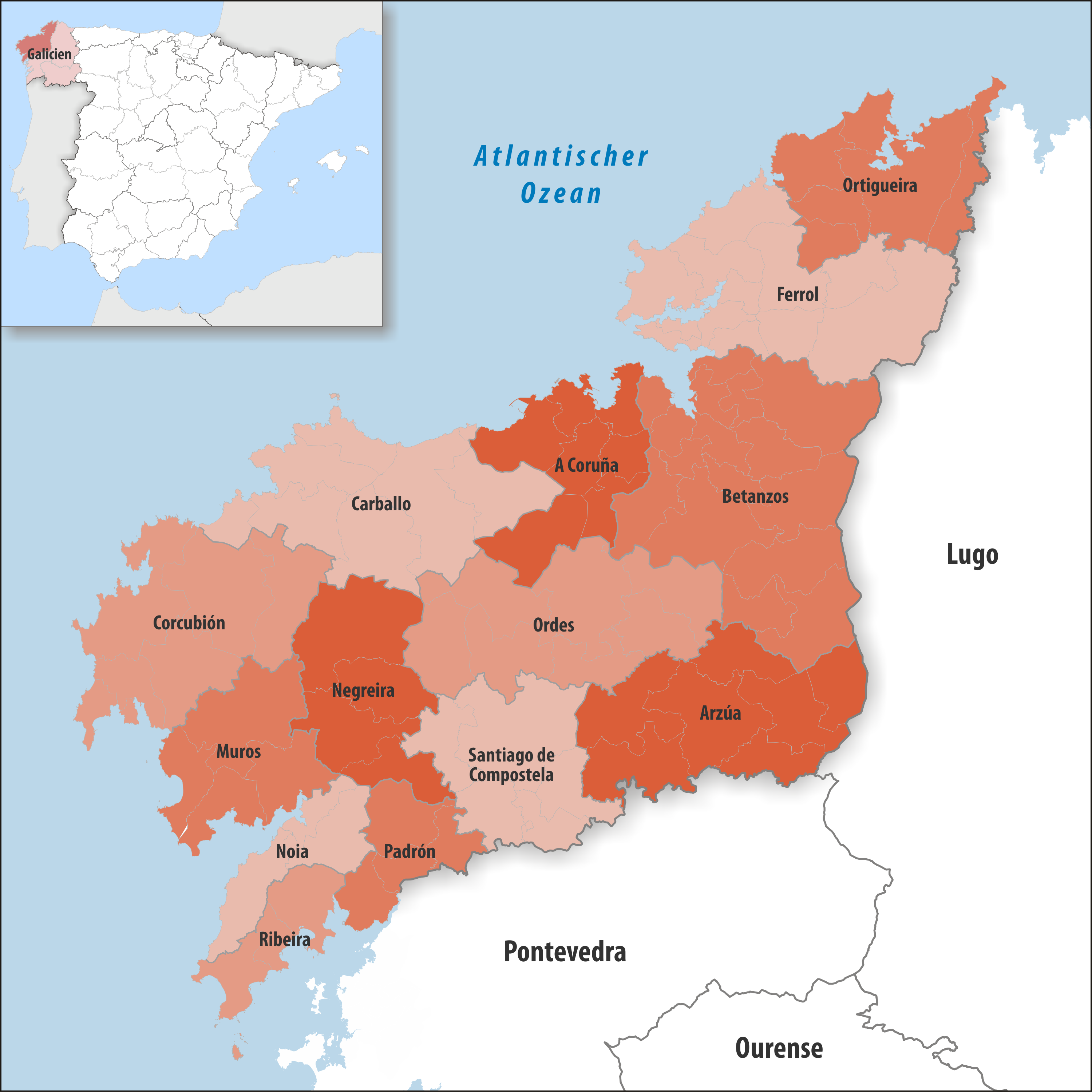
Gerichtsbezirke in der Provinz A Coruña

| Gerichtsbezirk         | Gemeinden | Einwohner (2024) | Fläche km² | Dichte Einw./km² | Hauptquartier          |
| ---------------------- | --------- | ---------------- | ---------- | ---------------- | ---------------------- |
| Arzúa                  | 7         | 25.913           | 731,93     | 35               | Arzúa                  |
| Betanzos               | 16        | 80.195           | 1.142,43   | 70               | Betanzos               |
| Carballo               | 7         | 66.544           | 743,52     | 89               | Carballo               |
| Corcubión              | 8         | 37.445           | 711,94     | 53               | Corcubión              |
| A Coruña               | 7         | 389.358          | 436,94     | 891              | A Coruña               |
| Ferrol                 | 12        | 157.170          | 827,19     | 190              | Ferrol                 |
| Muros                  | 4         | 21.752           | 430,85     | 50               | Muros                  |
| Negreira               | 4         | 27.768           | 491,89     | 56               | Negreira               |
| Noia                   | 3         | 26.255           | 225,44     | 116              | Noia                   |
| Ordes                  | 7         | 34.969           | 752,94     | 46               | Ordes                  |
| Ortigueira             | 6         | 19.084           | 526,08     | 36               | Ortigueira             |
| Padrón                 | 4         | 26.019           | 236,04     | 110              | Padrón                 |
| Ribeira                | 3         | 55.313           | 187,92     | 294              | Ribeira                |
| Santiago de Compostela | 5         | 160.535          | 505,31     | 318              | Santiago de Compostela |
| Provinz A Coruña       | 93        | 1.128.320        | 7.950,42   | 142              | A Coruña               |

## Größte Orte
| Gemeinde (galicisch)   | Spanischer Name        | Einwohner (Stand: 2024) |
| ---------------------- | ---------------------- | ----------------------- |
| A Coruña               | La Coruña              | 249.261                 |
| Santiago de Compostela | Santiago de Compostela | 99.536                  |
| Ferrol                 | Ferrol                 | 64.218                  |
| Narón                  | Narón                  | 39.285                  |
| Oleiros                | Oleiros                | 38.333                  |
| Arteixo                | Arteijo                | 34.038                  |
| Ames                   | Ames                   | 32.812                  |
| Carballo               | Carballo               | 31.595                  |
| Culleredo              | Culleredo              | 31.085                  |
| Ribeira                | Ribeira                | 27.111                  |
| Cambre                 | Cambre                 | 24.781                  |
| Teo                    | Teo                    | 19.045                  |
| Boiro                  | Boiro                  | 19.018                  |
| Sada                   | Sada                   | 17.140                  |
| Noia                   | Noya                   | 14.092                  |
| Betanzos               | Betanzos               | 13.261                  |
| Ordes                  | Órdenes                | 12.772                  |
| Fene                   | Fene                   | 12.530                  |
| A Laracha              | Laracha                | 11.603                  |
| Rianxo                 | Rianjo                 | 10.748                  |

Kleinste Gemeinde ist Cerdido mit 1.004 Einwohnern.

## Mancomunidades mit ihren Mitgliedsgemeinden
Mancomunidades sind freiwillige Zusammenschlüsse verschiedener Gemeinden. Vergleiche Quelle.
Mancomunidade de Auga dos Concellos de Carnota e Muros
1. Carnota
2. Muros

Mancomunidade de Bergantiños
1. Cabana de Bergantiños
2. Carballo
3. Coristanco
4. Laxe
5. A Laracha
6. Malpica de Bergantiños
7. Ponteceso

Mancomunidade da Comarca de Compostela
1. Ames
2. Boqueixón
3. Brión
4. Santiago de Compostela
5. Teo
6. Val do Dubra
7. Vedra

Mancomunidade "Comarca de Fisterra"
1. Cee
2. Corcubión
3. Dumbría
4. Fisterra
5. Muxía

Mancomunidade de Concellos da Comarca de Ferrol
1. Ares
2. Fene
3. Ferrol
4. Mugardos
5. Narón
6. Neda
7. Valdoviña

Mancomunidade de Concellos "Serra do Barbanza"
1. Brión
2. Carnota
3. Lousame
4. Muros
5. Noia
6. Porto do Son

Mancomunidade de Concellos do Tambre
1. A Baña
2. Negreira

Mancomunidade de Municipios da Área de A Coruña
1. Arteixo
2. Bergondo
3. Betanzos
4. Cambre
5. Carral
6. A Coruña
7. Culleredo
8. Oleiros
9. Sada

Mancomunidade de Municipios da Área de Santiago de Compostela
1. Ames
2. Boqueixón
3. Brión
4. Dodro
5. Padrón
6. O Pino
7. Rois
8. Santiago de Compostela
9. Teo
10. Touro
11. Vedra

Mancomunidade de Municipios da Comarca de Ordes
1. Cerceda
2. Frades
3. Mesía
4. Ordes
5. Oroso
6. Tordoia
7. Trazo

Mancomunidade de Municipios Ría de Arousa-Zona Norte
1. Boiro
2. A Pobra do Caramiñal
3. Rianxo
4. Ribeira

Mancomunidade "Val do Ulla"
1. Boqueixón
2. Vedra

Mancomunidade "Xallas-Tines-Tambre"
1. A Baña
2. Carnota
3. Mazaricos
4. Muros
5. Negreira
6. Outes
7. Santa Comba